# Manuel II. Portugalský
Manuel II. Portugalský (19. března 1889, Lisabon – 2. července 1932, Londýn; celým jménem Manuel Maria Filipe Carlos Amélio Luís Miguel Rafael Gabriel Gonzaga Francisco de Assis Eugénio de Bragança Orleães Sabóia e Saxe-Coburgo-Gotha), zvaný Nešťastný, byl druhý syn portugalského krále Karla I. a v letech 1908 až 1910 posledním králem Portugalska. Pocházel z dynastie Braganza-Sasko-Koburské.

## Původ
Manuel se narodil 19. listopadu 1889 portugalskému korunnímu princi Karlovi a jeho ženě Amélii Orleánské, půl roku před tím než jeho dědeček král Ludvík zemřel a Manuelův otec se stal králem. Manuel byl třetím dítětem a druhorozeným synem.
Infant Manuel byl velkým obdivovatelem hudby, poslouchal Beethovena a Wagnera, a hrál na klavír.
V roce 1903 cestoval se svou matkou, královnou Amélií a bratrem do Egypta. Později v roce 1907 začal studovat, aby mohl vstoupit do portugalské námořní akademie a následně námořnictva.

## Atentát
Dne 1. února 1908 se král Carlos I. s oběma syny a královnou vraceli z vánočního oddechu na venkovském sídle Vila Viçosa do hlavního města. Na Palácovém náměstí zaútočili na jejich vůz automatickými zbraněmi dva revoluční republikáni. Král byl mrtev na místě, starší syn, infant Luís Filipe byl smrtelně raněn a zemřel po dvaceti minutách. Mladší syn Manuel byl zraněn kulkou do ramene, ale přežil. Královna byla jako zázrakem nezraněna. Poté, co jeho starší bratr, korunní princ Ludvík Filip zemřel, stal se tak Manuel v 18 letech posledním králem Portugalska. Nepodařilo se mu nastolit politickou stabilitu a počátkem října 1910 byl revolučním převratem svržen.
Portugalsko se tak stalo po San Marinu, Švýcarsku a Francii teprve čtvrtou republikou v Evropě. Ačkoliv se tato republika proklamovala jako demokratická, od počátku vyvolávala odpor především u vlastních obyvatel, což vedlo k období bojů a nestability. Nová vláda okamžitě zahájila perzekuci katolické církve, její iracionální protináboženská zášť byla zcela bezprecedentní. Pronásledování byli ale i příznivci krále – monarchisté, právě katolíci.

## V exilu
Manuel poté žil do konce svého života mimo Portugalsko v anglickém exilu. Na jaře roku 1912 Manuel navštívil Švýcarsko, kde poznal princeznu Augustu Viktorii z Hohenzollernu, kterou si příští rok 4. září 1913 vzal za ženu. Manželství bylo šťastné a klidné a vydrželo až do Manuelovy smrti v roce 1932. Nevzešli z něj ale žádní potomci a dědicové trůnu.
Manuel se z exilu několikrát pokoušel neúspěšně obnovit portugalskou monarchii (v roce 1911, 1912 a 1919). Ve své závěti z roku 1915 chtěl převést všechen svůj majetek na portugalský stát, zřídit muzeum a být také v Portugalsku pohřbený.

### Následnictví trůnu, doverský a pařížský pakt
30. ledna 1912 se v anglickém Doveru setkal s Miguelem vévodou z Braganzy, kterého podporovala část monarchistů, tzv. Miguelisté. Miguel byl synem portugalského vzdorokrále Michala I., a když jeho otec nespěl na trůnu během občanské války, byli nuceni opustit Portugalsko a vyloučeni z následnictví trůnu. Manuel a Miguel se dohodli na uznání Manuela jako právoplatného krále a Miguel a jeho potomci byli uznáni za sekundární dědice trůnu.
Během první světové války byl Manuel proti portugalské účasti ve válce a rozhodně proti spojenectví s Německem, jelikož Portugalsko bylo tradičním spojencem Británie. Navíc by jako spojenec Německa po válce bylo ztratilo své zámořské kolonie.
V roce 1922 se Manuel v Paříži setkal reprezentanty Miguelistů. Bylo dohodnuto, že jelikož nemá Manuel žádné potomky a ani blízké příbuzné, kteří by po jeho smrti mohli nastoupit na trůn, stane se jediným dědicem Duarte Nuno, vévoda z Braganzy. Duarte Nuno byl synem Miguela vévody z Braganzy, ten se ale v roce 1920 vzdal práva na trůn a titulu vévoda z Braganzy.
Manuel II. zemřel 2. července 1932 ve Fulwelle na předměstí Londýna.

## Vývod z předků
|                        |                                 |  |              |                                          |  |  |  |  |  |  |  | Ferdinand Sasko-Kobursko-Gothajský |
|                        |                                 |  |              |                                          |  |  |  |  |  |  |  |                                    |
|                        | Ferdinand II. Portugalský       |  |              |                                          |  |  |  |  |  |  |  |                                    |
|                        |                                 |  |              |                                          |  |  |  |  |  |  |  |                                    |
|                        |                                 |  |              | Maria Antonia Koháry de Csábrág          |  |  |  |  |  |  |  |                                    |
|                        |                                 |  |              |                                          |  |  |  |  |  |  |  |                                    |
|                        | Ludvík I. Portugalský           |  |              |                                          |  |  |  |  |  |  |  |                                    |
|                        |                                 |  |              |                                          |  |  |  |  |  |  |  |                                    |
|                        |                                 |  |              | Petr I. Brazilský                        |  |  |  |  |  |  |  |                                    |
|                        |                                 |  |              |                                          |  |  |  |  |  |  |  |                                    |
|                        | Marie II. Portugalská           |  |              |                                          |  |  |  |  |  |  |  |                                    |
|                        |                                 |  |              |                                          |  |  |  |  |  |  |  |                                    |
|                        |                                 |  |              | Marie Leopoldina Habsbursko-Lotrinská    |  |  |  |  |  |  |  |                                    |
|                        |                                 |  |              |                                          |  |  |  |  |  |  |  |                                    |
|                        | Karel I. Portugalský            |  |              |                                          |  |  |  |  |  |  |  |                                    |
|                        |                                 |  |              |                                          |  |  |  |  |  |  |  |                                    |
|                        |                                 |  |              | Karel Albert Sardinský                   |  |  |  |  |  |  |  |                                    |
|                        |                                 |  |              |                                          |  |  |  |  |  |  |  |                                    |
|                        | Viktor Emanuel II.              |  |              |                                          |  |  |  |  |  |  |  |                                    |
|                        |                                 |  |              |                                          |  |  |  |  |  |  |  |                                    |
|                        |                                 |  |              | Marie Tereza Toskánská                   |  |  |  |  |  |  |  |                                    |
|                        |                                 |  |              |                                          |  |  |  |  |  |  |  |                                    |
|                        | Marie Pia Savojská              |  |              |                                          |  |  |  |  |  |  |  |                                    |
|                        |                                 |  |              |                                          |  |  |  |  |  |  |  |                                    |
|                        |                                 |  |              | Rainer Josef Habsbursko-Lotrinský        |  |  |  |  |  |  |  |                                    |
|                        |                                 |  |              |                                          |  |  |  |  |  |  |  |                                    |
|                        | Adelheid Rakouská               |  |              |                                          |  |  |  |  |  |  |  |                                    |
|                        |                                 |  |              |                                          |  |  |  |  |  |  |  |                                    |
|                        |                                 |  |              | Alžběta Savojská                         |  |  |  |  |  |  |  |                                    |
|                        |                                 |  |              |                                          |  |  |  |  |  |  |  |                                    |
| Manuel II. Portugalský |                                 |  |              |                                          |  |  |  |  |  |  |  |                                    |
|                        |                                 |  |              |                                          |  |  |  |  |  |  |  |                                    |
|                        |                                 |  | Ludvík Filip |                                          |  |  |  |  |  |  |  |                                    |
|                        |                                 |  |              |                                          |  |  |  |  |  |  |  |                                    |
|                        | Ferdinand Filip Orleánský       |  |              |                                          |  |  |  |  |  |  |  |                                    |
|                        |                                 |  |              |                                          |  |  |  |  |  |  |  |                                    |
|                        |                                 |  |              | Marie Amálie Neapolsko-Sicilská          |  |  |  |  |  |  |  |                                    |
|                        |                                 |  |              |                                          |  |  |  |  |  |  |  |                                    |
|                        | Filip Orleánský                 |  |              |                                          |  |  |  |  |  |  |  |                                    |
|                        |                                 |  |              |                                          |  |  |  |  |  |  |  |                                    |
|                        |                                 |  |              | Fridrich Ludvík Meklenbursko-Zvěřínský   |  |  |  |  |  |  |  |                                    |
|                        |                                 |  |              |                                          |  |  |  |  |  |  |  |                                    |
|                        | Helena Meklenbursko-Schwerinská |  |              |                                          |  |  |  |  |  |  |  |                                    |
|                        |                                 |  |              |                                          |  |  |  |  |  |  |  |                                    |
|                        |                                 |  |              | Karolína Luisa Sasko-Výmarsko-Eisenašská |  |  |  |  |  |  |  |                                    |
|                        |                                 |  |              |                                          |  |  |  |  |  |  |  |                                    |
|                        | Amélie Orleánská                |  |              |                                          |  |  |  |  |  |  |  |                                    |
|                        |                                 |  |              |                                          |  |  |  |  |  |  |  |                                    |
|                        |                                 |  |              | Ludvík Filip                             |  |  |  |  |  |  |  |                                    |
|                        |                                 |  |              |                                          |  |  |  |  |  |  |  |                                    |
|                        | Antonín Francouzský             |  |              |                                          |  |  |  |  |  |  |  |                                    |
|                        |                                 |  |              |                                          |  |  |  |  |  |  |  |                                    |
|                        |                                 |  |              | Marie Amálie Neapolsko-Sicilská          |  |  |  |  |  |  |  |                                    |
|                        |                                 |  |              |                                          |  |  |  |  |  |  |  |                                    |
|                        | Marie Isabela Orleánská         |  |              |                                          |  |  |  |  |  |  |  |                                    |
|                        |                                 |  |              |                                          |  |  |  |  |  |  |  |                                    |
|                        |                                 |  |              | Ferdinand VII.                           |  |  |  |  |  |  |  |                                    |
|                        |                                 |  |              |                                          |  |  |  |  |  |  |  |                                    |
|                        | Luisa Fernanda Španělská        |  |              |                                          |  |  |  |  |  |  |  |                                    |
|                        |                                 |  |              |                                          |  |  |  |  |  |  |  |                                    |
|                        |                                 |  |              | Marie Kristýna Neapolsko-Sicilská (1806) |  |  |  |  |  |  |  |                                    |
|                        |                                 |  |              |                                          |  |  |  |  |  |  |  |                                    |

## Tituly
- 19. březen 1889 – 19. říjen 1889: Jeho výsost Infant Manuel Portugalský
- 19. říjen 1889 – 2. února 1908: Jeho královský výsost Manuel, vévoda z Beja
- 2. února 1908 – 2. července 1932: Jeho nejvěrnější Veličenstvo Manuel II. král Portugalska a Algarve